# Consiliul Privat al Regatului Unit
Consiliul Privat al Regatului Unit (engleză Privy Council, nume complet His Majesty's Most Honourable Privy Council) este un organism formal de consilieri la suveran al Regatului Unit. Componența sa cuprinde în principal politicieni în vârstă care sunt actuali sau foști membri ai Camerei Comunelor sau ai Camerei Lorzilor .
Consiliul privat îl sfătuiește în mod oficial pe suveran cu privire la exercitarea prerogativei regale și, ca organism corporativ eliberează instrumente executive cunoscute sub numele de ordine în consiliu , care, printre alte puteri, adoptă acte ale Parlamentului . Consiliul deține, de asemenea, autoritatea delegată de a emite Ordinele Consiliului , utilizate în principal pentru reglementarea anumitor instituții publice. Consiliul îl sfătuiește pe suveran cu privire la emiterea Cartelor Regale , care sunt folosite pentru acordarea statutului special organismelor constituite, precum și orașului sau arondismentului. În mare parte, puterile Consiliului privat au fost înlocuite în mare măsură de comitetul său executiv, Cabinetul Regatului Unit . Anumite funcții judiciare sunt, de asemenea, îndeplinite de Regina-în-Consiliu, deși, în practică, activitatea sa efectivă de audiere și decizie asupra cazurilor este efectuată de zi cu zi de către Comitetul Judiciar al Consiliului Privat . Comitetul judiciar este format din judecători superiori numiți în calitate de consilieri privați: în principal judecători ai Curții Supreme a Regatului Unit și judecători superiori din Commonwealth . Consiliul privat a acționat anterior ca Înalta Curte de Apel pentru întregul Imperiu Britanic.